# Baykonyr (cratera)
Baykonyr é uma cratera marciana. Tem como característica 4 quilômetros de diâmetro. Deve o seu nome a Baikonur, uma cidade construída no Casaquistão (quando ainda fazia parte da União Soviética) para abrigar os trabalhadores do Cosmódromo de Baikonur.